# 光澤劑

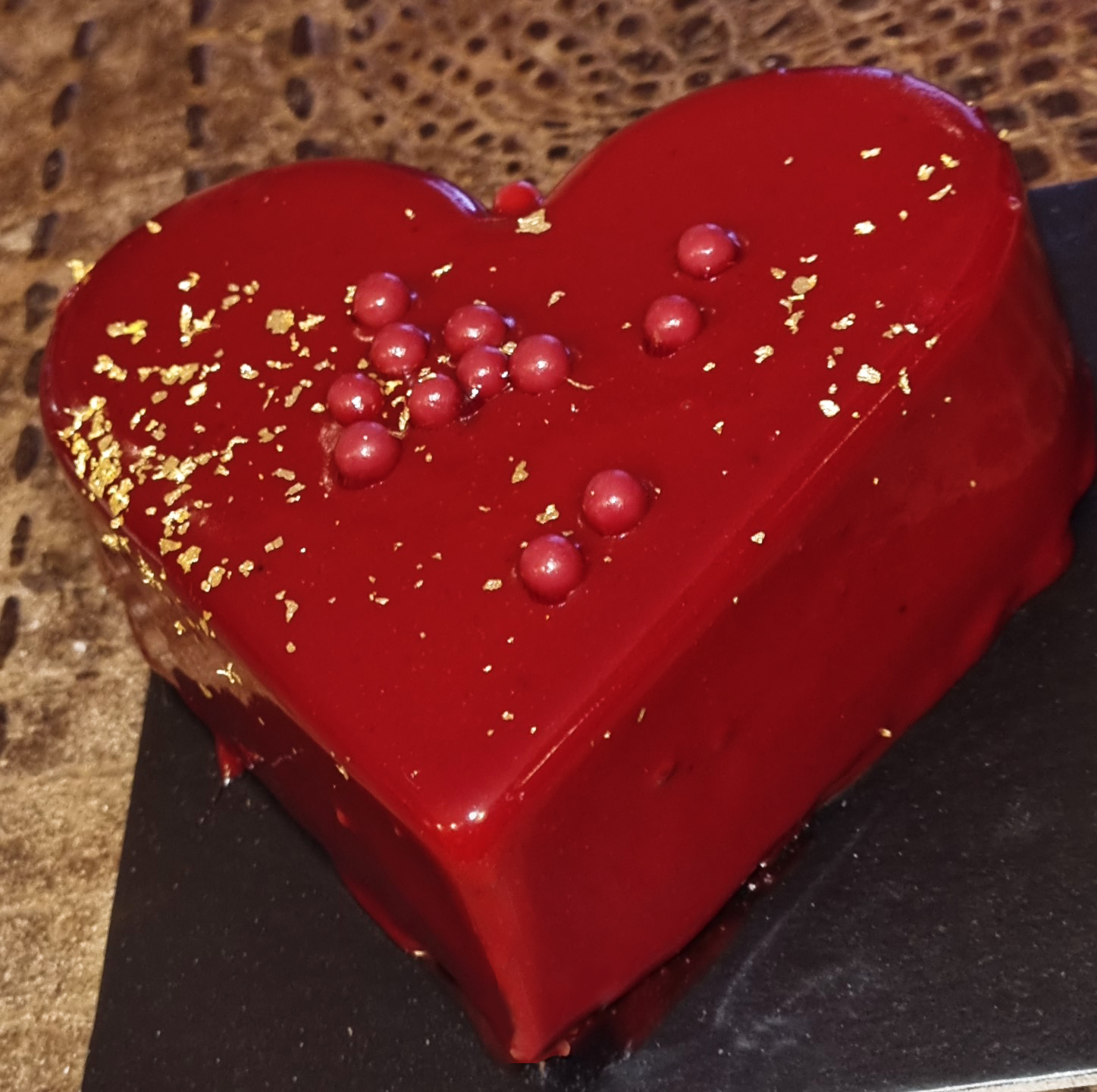
“Mon chéri”蛋糕，由“Roldin”出品：心形巧克力慕斯和巧克力饼干，覆盖着苋红樱桃糖霜和金箔装饰。

光澤劑（英語：glazing agent）又稱拋光劑（英語：polishing agent），是一種使食品外觀維持光澤或製作保護塗層的食品添加物，其主要成分多為蠟。
以下列舉一些常見的光澤劑，後方附註有歐盟對其認可之食品添加物的E編碼：
- 硬脂酸（E570）
- 蜂蠟（E907）
- 小燭樹蠟（E902）
- 巴西棕櫚蠟（E903）

常用於巧克力等食品
- 蟲膠（紫膠）（E904）
- 微晶蠟（E905c）、結晶蠟（E907）
- 羊毛脂（E913）
- 氧化聚乙烯蠟（E914）
- 松香酯（E915）
- 石蠟

## 外部連結
- 食品添加物，行政院衛生署食品藥物管理局